# Daniel Sprong
Daniel Sprong (* 17. März 1997 in Amsterdam) ist ein niederländischer Eishockeyspieler, der seit März 2025 bei den New Jersey Devils aus der National Hockey League (NHL) unter Vertrag steht und parallel für deren Farmteam, die Utica Comets, in der American Hockey League (AHL) auf der Position des rechten Flügelstürmers spielt. Sprong ist der erste gebürtige Niederländer, der im NHL Entry Draft ausgewählt wurde und der dritte niederländische NHL-Spieler nach Ed Kea und Ed Beers.

## Karriere

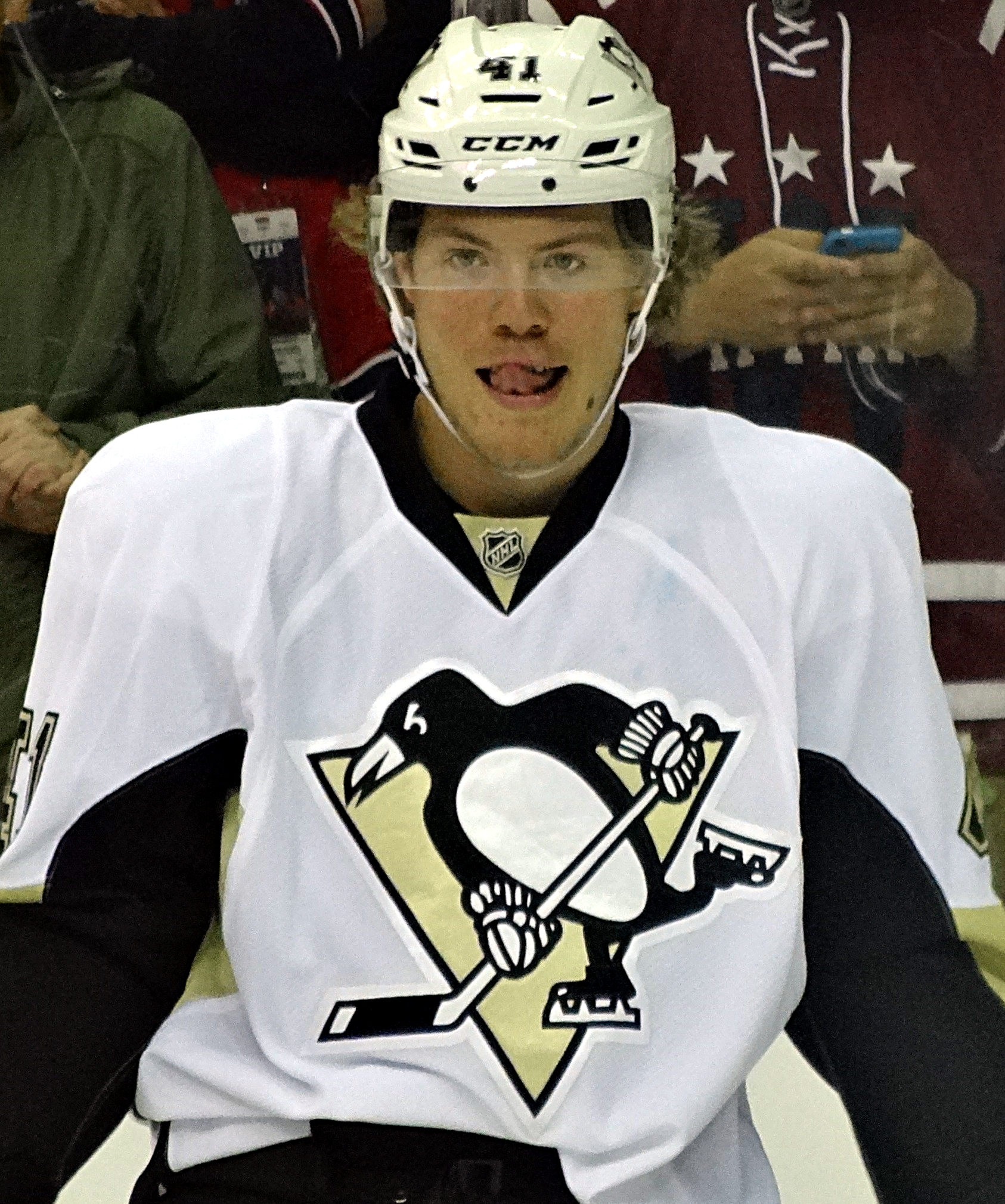
Sprong im Trikot der Penguins (2015)

Daniel Sprong begann in Amsterdam mit dem Eishockeyspielen. Sein Vater Hannie Sprong spielte in den neunziger Jahren professionell Eishockey in den Niederlanden und war anschließend Manager einer Mannschaft in Amsterdam. Im Alter von vier bis fünf Jahren spielte Daniel Sprong in einem Team mit Zwölf- und Dreizehnjährigen. Um die sportliche Entwicklung ihres Sohns besser fördern zu können, zog die gesamte Familie 2005 nach Île Bizard in der Provinz Québec. Dort spielte Sprong bis 2012 im Nachwuchsprogramm der Deux-Rives Dauphins. Nachdem er von 2012 bis 2013 für zwei weitere Nachwuchsteams gespielt hatte, wählten ihn die Charlottetown Islanders beim LHJMQ Entry Draft 2013 in der ersten Runde an 13. Stelle aus. In der Saison 2013/14 gab Sprong anschließend sein Debüt in der Ligue de hockey junior majeur du Québec und wurde nach 73 Scorerpunkten in 71 Spielen ins All-Rookie Team der kanadischen Top-Juniorenliga gewählt. Im nächsten Jahr steigerte er seine Ausbeute auf 99 Punkte in 78 Spielen und nahm am CHL Top Prospects Game teil.
Beim NHL Entry Draft 2015 wählten ihn die Pittsburgh Penguins in der zweiten Runde an 46. Stelle aus. Am 28. August unterschrieb Sprong einen Einstiegsvertrag über drei Jahre bei den Penguins. In fünf Vorbereitungsspielen erzielte er zwei Tore und eine Vorlage. Aufgrund seiner guten Leistungen wurde Sprong nicht zurück in die LHJMQ geschickt und gab am 8. Oktober 2015 sein Debüt in der National Hockey League gegen die Dallas Stars. Damit war er der erst achte Spieler in den letzten zwei Jahrzehnten, der in der zweiten Runde oder später gedraftet wurde, und mit 18 Jahren in der NHL spielte. Am 15. Oktober 2015 schoss er sein erstes NHL-Tor gegen die Ottawa Senators. Nach 18 Spielen mit zwei Toren wurde Sprong am 19. Dezember 2015 zurück zu den Charlottetown Islanders geschickt, um mehr Eiszeit zu erhalten. Zum Ende der Saison 2015/16 wurde er zudem beim Farmteam der Penguins, den Wilkes-Barre/Scranton Penguins, in den Playoffs der American Hockey League (AHL) eingesetzt.
Nach einer weiteren Saison in Charlottetown wechselte er zur Spielzeit 2017/18 fest in die Organisation der Penguins und wurde im Saisonverlauf hauptsächlich in Wilkes-Barre/Scranton eingesetzt. Am Ende seiner ersten kompletten AHL-Saison wurde der Angreifer ins AHL All-Rookie Team berufen. Mit Beginn der Saison 2018/19 stand der Niederländer schließlich im Stammkader Pittsburghs, wurde Anfang Dezember 2018 aber im Tausch für Marcus Pettersson an die Anaheim Ducks abgegeben. In Anaheim war Sprong etwas mehr als ein Jahr aktiv, bis er zur Trade Deadline im Februar 2020 im Tausch für Christian Djoos zu den Washington Capitals transferiert wurde. In Washington etablierte sich der Niederländer im NHL-Aufgebot, wurde jedoch im März 2022 samt einem Viertrunden-Wahlrecht im NHL Entry Draft 2022 sowie einem Sechstrunden-Wahlrecht im NHL Entry Draft 2023 an die Seattle Kraken abgegeben. Im Gegenzug erhielten die Capitals Marcus Johansson. Bei den Kraken beendete er die Saison 2021/22, ehe sein auslaufender Vertrag im Oktober schließlich um ein Jahr verlängert wurde. Im Juli 2023 wechselte er dann als Free Agent zu den Detroit Red Wings, ebenso wie im Juli 2024 zu den Vancouver Canucks. Diese wiederum gaben ihn nach neun Einsätzen bereits im November 2024 ohne weitere Gegenleistung (future considerations) an die Seattle Kraken ab, sodass er zu seinem früheren Arbeitgeber zurückkehrte. Von dort wiederum gelangte er im März 2025 im Tausch für ein Siebtrunden-Wahlrecht im NHL Entry Draft 2026 zu den New Jersey Devils.

### International
Daniel Sprong besitzt bislang nur die niederländische Staatsangehörigkeit, hat aber einen kanadischen Pass beantragt. Um sich nicht die Chance zu nehmen für Kanada spielen zu dürfen, hat er bisher abgelehnt für die niederländische Nationalmannschaft zu spielen.

## Erfolge und Auszeichnungen
- 2014 LHJMQ All-Rookie Team
- 2015 Teilnahme am CHL Top Prospects Game
- 2018 Teilnahme am AHL All-Star Classic
- 2018 AHL All-Rookie Team

## Karrierestatistik
Stand: Ende der Saison 2024/25
(Legende zur Spielerstatistik: Sp oder GP = absolvierte Spiele; T oder G = erzielte Tore; V oder A = erzielte Assists; Pkt oder Pts = erzielte Scorerpunkte; SM oder PIM = erhaltene Strafminuten; +/− = Plus/Minus-Bilanz; PP = erzielte Überzahltore; SH = erzielte Unterzahltore; GW = erzielte Siegtore; 1 Play-downs/Relegation; Kursiv: Statistik nicht vollständig)